# Pilocosta
Pilocosta là chi thực vật có hoa trong họ Mua.